# ملاهي اكسلسيور
ملاهي اكسلسيور تقع على بحيرة مينيتونكا في بلدة إكسلسيور، بولاية مينيسوتا بالولايات المتحدة الأمريكية. وكانت تعمل في الفترة من 1925 حتى 1973، وكان مقصداً للنزهات والرحلات اليومية من المدن المجاورة.